# Olympic Broadcasting Services
Olympic Broadcasting Services (OBS) ist ein Unternehmen, das im Mai 2001 vom Internationalen Olympischen Komitee gegründet wurde und bei den Olympischen Spielen für die internationale Berichterstattung verantwortlich ist.

## Aufgaben
Die Hauptaufgabe des OBS ist es, das Internationale TV- und Radiosignal (ITVR) zu produzieren und an Rundfunkanstalten in aller Welt weiterzuleiten. Damit das Signal von den nationalen Sendeanstalten gleichermaßen genutzt werden kann, ist es nötig, möglichst neutrale und nicht auf bestimmte Spieler oder Nationen gerichtete Bilder zu erzeugen, weshalb das Signal keine Kommentare oder Interviews beinhaltet. So haben die Sender die Möglichkeit, durch ihre eigenen Kommentare bzw. Interviews die Berichterstattung nach den Interessen ihres Publikums auszurichten.
Eine weitere Aufgabe des OBS ist es, den nationalen Sendeanstalten Räumlichkeiten und gegebenenfalls benötigte Technik zur Verfügung zu stellen. Die Räumlichkeiten befinden sich größtenteils im International Broadcast Centre (IBC). Hier ist ebenso die internationale Regie untergebracht.
Das OBS hat ein Personal von 85 Personen aus 21 verschiedenen Ländern (Stand: Dezember 2008). Viele dieser Mitarbeiter wurden von Beijing Olympic Broadcasting übernommen. Der Sitz der OBS-Zentrale ist Madrid.

## Beijing Olympic Broadcasting
Die Arbeit des OBS begann mit den Olympischen Sommerspielen 2008 in Peking. Für diese wurde 2004 Beijing Olympic Broadcasting (BOB), ein Gemeinschaftsunternehmen von OBS und dem Pekinger Organisationskomitee, gegründet. BOB war unter der Leitung des OBS für die Bereitstellung des Bildmaterials zuständig. Die Bilder wurden unter der Leitung von Manolo Romero an insgesamt 200 nationale Sender weitergeleitet. Das vom BOB errichtete International Broadcast Centre, in dem sich fast alle Fernsehstudios befanden, umfasste etwa 80.000 m².

## Olympic Broadcasting Services Vancouver
Die Olympischen Winterspiele 2010 in Vancouver waren die ersten Spiele, bei denen OBS der alleinige Produzent des Bildmaterials war. Für diesen Zweck gründete OBS im Dezember 2006 Olympic Broadcasting Services Vancouver (OBSV). Diese Unterorganisation unter der Leitung von Nancy Lee und Manolo Romero war für die Herstellung der Bilder, aber auch für die Errichtung und den Unterhalt des International Broadcast Centre Vancouver verantwortlich. Dieses war etwa 20.000 m² groß und Arbeitsplatz für circa 4.000 Personen.

## Olympic Broadcasting Services London
Die Produktion der Bilder der Olympischen Sommerspiele 2012 in London übernahm die Unterorganisation Olympic Broadcasting Services London (OBSL). Dazu bezog OBSL im August 2009 ein Bürogebäude in der Nähe des Londoner Olympic Parks, um mit der Planung der Spiele zu beginnen. Das OBSL leitete der bisherige Chief Technical Officer der BBC, Paul Mason.

## Broadcast Training Program

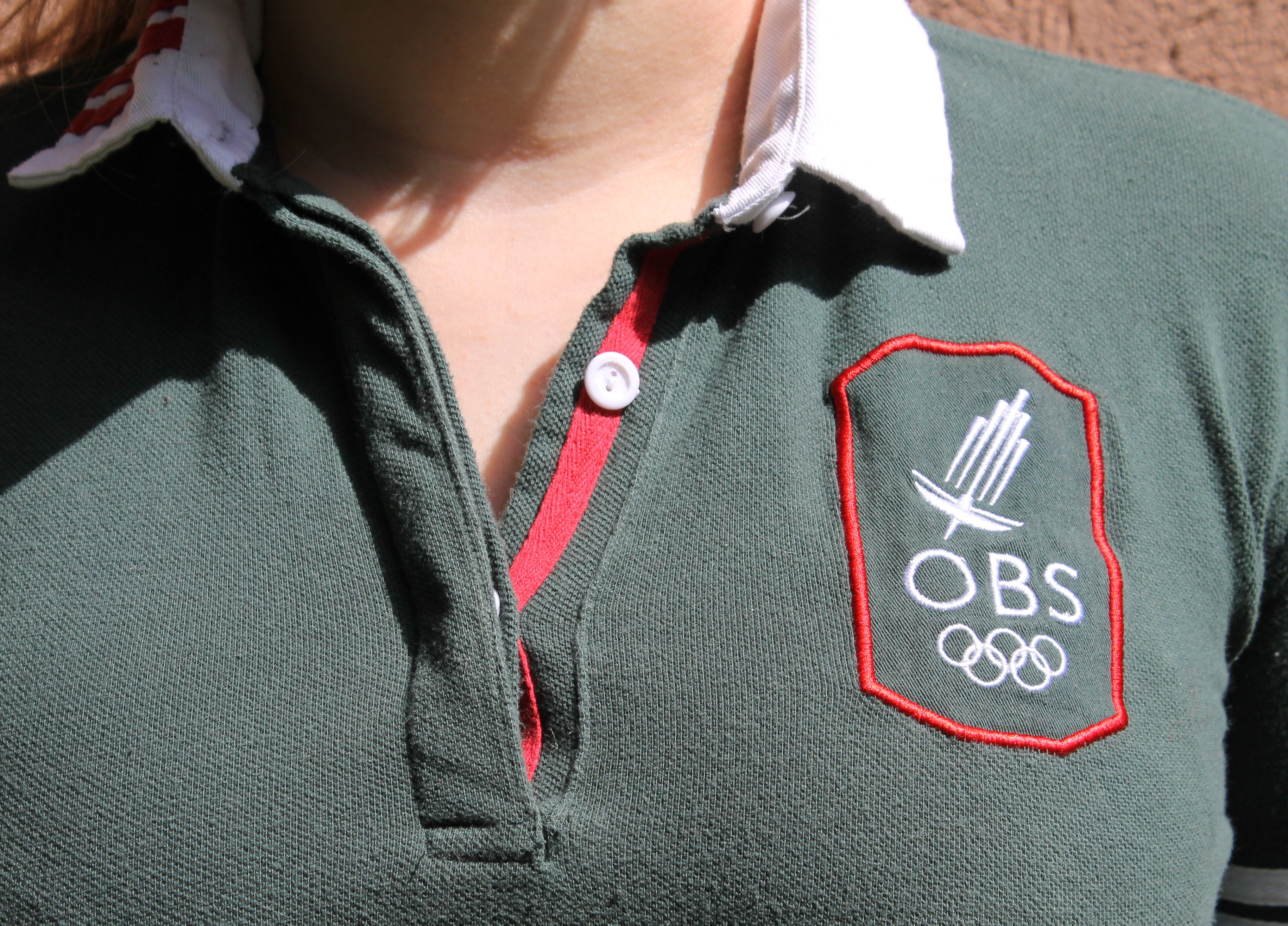
OBS-Studenten-Outfit mit Logo (Trainingsprogramm bei den Olympischen Spielen 2012 in London)

Seit den Olympischen Spielen 2010 veranstaltet das OBS im Vorfeld der Spiele ein Trainingsprogramm für Studenten aus den Bereichen Medien und Rundfunk. Ziel ist, dass die Teilnehmer bei der Zusammenarbeit mit berufserfahrenen Mitarbeitern praktische Erfahrungen sammeln und ihnen so ein guter Übergang in Medienberufe ermöglicht wird. Hierzu werden etwa ein Jahr vor Beginn der Spiele Workshops für die verschiedenen Aufgabenbereiche durchgeführt. Zu den Aufgabenbereichen gehören unter anderem:
- Olympisches Archiv (Archieve Assistant)
- Tonassistenz (Audio Assistant)
- Finanzverwaltung (Finance Assistant)
- Kameraassistenz (Camera Assistant)
- Elektronische Berichterstattung (ENG Assistant)
- Videoschnitt (Video Logger)
- Produktion (Production Assistant)

Besonders erfolgreiche Studenten haben daraufhin die Chance, vom OBS übernommen und während der Spiele eingesetzt zu werden. So konnten 2010 knapp 600 Studenten erfolgreich von OBSV ausgebildet werden.